# Tenteling
Tenteling é uma comuna francesa na região administrativa de Grande Leste, no departamento de Mosela. Estende-se por uma área de 7,19 km². Em 2010 a comuna tinha 1 087 habitantes (densidade: 151,2 hab./km²).